# بنی شبانه
بنی شبانه (به عربی: بنی شبانة) یک شهرداری در الجزایر است که در استان سطیف واقع شده‌است.